# Necròpolis i Es Castellet de Calescoves
La Necròpolis i el Castellet de Calescoves (Alaior - Menorca) es troben en una cala situada a la desembocadura d'un barranc de la part sud de Menorca. Al seu entorn s'hi troben restes arqueològiques d'èpoques diverses. Les més conegudes són les coves que formen la necròpolis, però també s'hi pot observar una cova que va servir com a lloc de culte en època romana. Al jaciment hi ha també restes subaquàtiques que evidencien l'ús de la cala com a embarcador entre finals de l'època talaiòtica i el segle ii i un assentament fortificat, amb un pou excavat a la roca, de cronologia desconeguda.

## L'assentament costaner o Castellet
L'assentament costaner fortificat està situat a la punta que tanca la Cala de Son Domingo, i conserva una muralla de 4 metres d'ample i uns 200 metres de llarg, que tanca el cap costaner pel costat oest. Dins aquesta fortificació hi ha un pou excavat a la roca al qual es pot baixar per una escala de la qual actualment són visibles 45 escalons. La manca d'excavacions i de materials ceràmics en superfície no permet establir la seva cronologia.

## Necròpolis i coves
La necròpolis està formada per més de noranta coves d'enterrament, excavades en els penya-segats de la cala, i va estar en ús durant gairebé tota l'època talaiòtica. Es poden observar, bàsicament, tres tipus de coves, que són en tots els casos tombes col·lectives on s'anaven dipositant els difunts d'un grup humà concret:
- Coves naturals amb tancament de construcció ciclòpia. Són possiblement les coves més antigues de la necròpolis. El seu ús es remuntaria al 1100 aC, i es perllongaria fins al 700 aC.
- Coves artificials de l'edat del bronze. Es tracta d'hipogeus formats per una sola cambra de planta ovalada, amb el sostre baix. Es solen trobar a les parets rocoses, a una certa alçada. Segons sembla, es van utilitzar aproximadament entre el 800 i el 600 aC. S'hi han documentat objectes de bronze com pectorals, torques, banyes de bou o puntes de llança.
- Coves artificials de l'edat del ferro: Es tracta d'hipogeus de grans dimensions, amb pilars i pilastres que compartimenten l'espai. La porta sol ser rectangular, i presenten un pati exterior excavat a la roca. En general no es troben a llocs tan inaccessibles com les coves anteriors.[5] S'hi han documentat objectes de ferro com ganivets, espases o braçalets; objectes de bronze com cadenes amb penjolls, torques i braçalets. També s'hi han trobat denes púniques de pasta de vidre procedents d'Eivissa. L'ús ritual de la cala va continuar després de la conquesta romana.
- La Cova des Jurats, situada al costat oest, conserva un conjunt d'inscripcions romanes. Aquesta cavitat natural ha estat interpretada com un santuari dedicat a la fundació de Roma, que va estar en ús durant els segles II i III dC.[6][7]

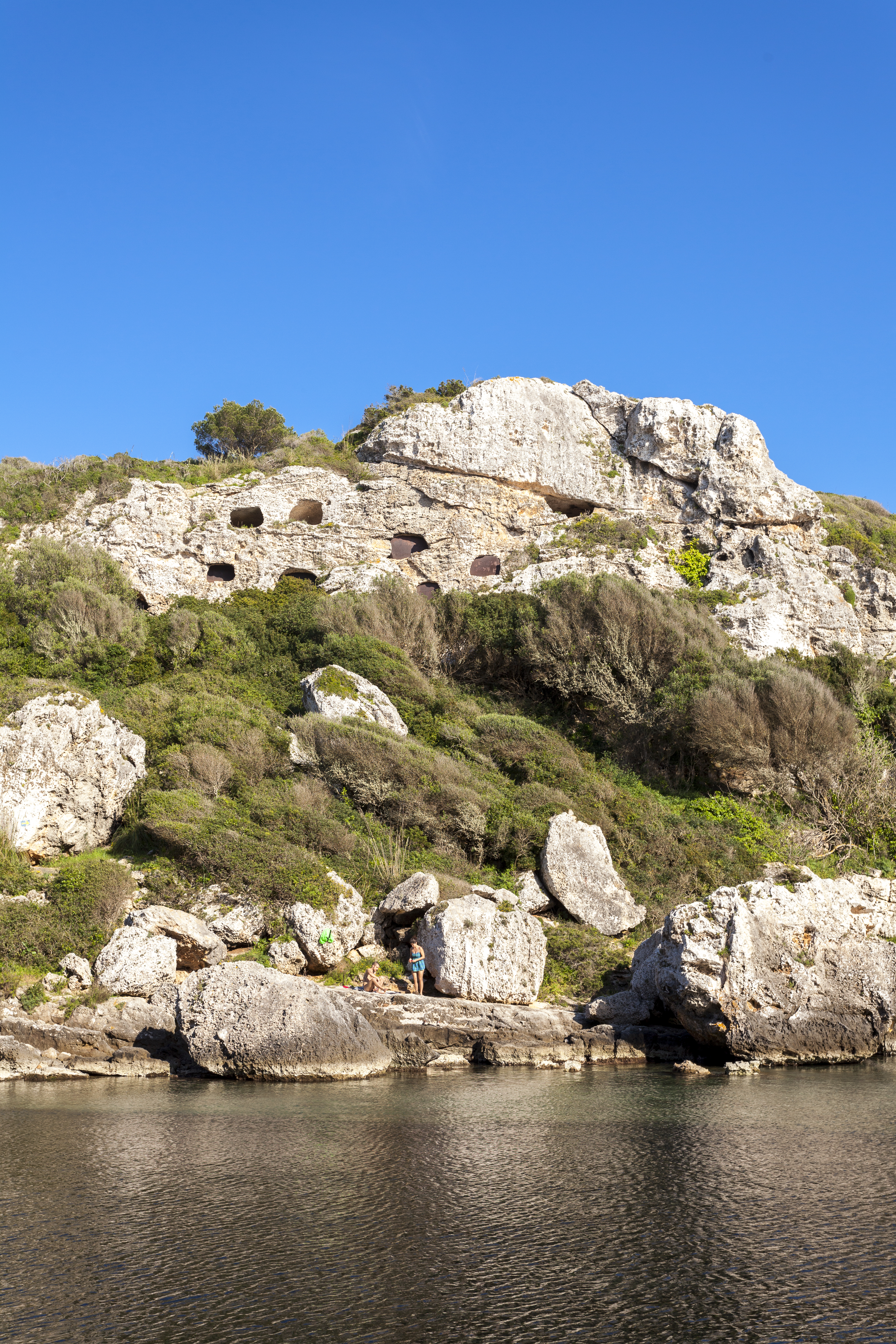
Conjunt d'hipogeus de la necròpolis als penyals de Calescoves

## L'embarcador
L'ús de Calescoves com a embarcador a finals d'època talaiòtica i en època romana està ben documentat a partir de les restes ceràmiques que s'han trobat al fons de la cala. Calescoves també hauria pogut ser un lloc on els vaixells s'aturaven a proveir-se d'aigua dolça, gràcies a la font que brolla al fons de la cala.

## Període cronològic
- Talaiòtic bronze (1200-750 aC)
- Talaiòtic ferro (750-123 aC)
- Romà altimperial

## Intervencions arqueològiques
La primera vegada que la necròpolis va ser excavada fou en els anys setanta del segle xx per Cristóbal Veny. Posteriorment, l'any 1993 el Servei de Patrimoni del Consell Insular de Menorca sota la direcció de Simón Gornés i Joana Gual va realitzar una intervenció d'urgència a l'hipogeu XXI. També els anys setanta es va realitzar una primera excavació del jaciment subaquàtic de Calescoves, dirigida per M. Belén i M. Fernández Miranda.
L'anomenada Cova des Jurats conserva un interessant conjunt d'inscripcions romanes i ha estat objecte d'estudi i excavació arqueològica entre els anys 2010 i 2012 per M. Orfila, M. Mayer i G. Barata. Era un santuari dedicat a la fundació de Roma i va estar en ús durant els segles II-III dC.
L'any 2000 el Servei de Patrimoni del Consell Insular de Menorca va tancar alguna de les coves. Durant els anys vuitanta un grup de persones s'havia instal·lat a l'interior d'alguns dels hipogeus prehistòrics, els havia adaptat com a habitatges i n'havia modificat alguns. Al final es va decidir tancar la gran majoria de coves i hipogeus amb planxes de ferro per evitar noves ocupacions, si bé se'n van deixar alguns d'oberts perquè poguessin accedir-hi els visitants del monument. Actualment aquesta situació ja s'ha superat i els visitants respecten els horaris de visita i la necròpolis. La darrera intervenció arqueològica fou durant la tardor de 2018 quan s'hi van realitzar excavacions subaquàtiques organitzades pel Centre d'Arqueologia Subaquàtica de Catalunya amb la col·laboració de l'Associació d'Amics del Museu de Menorca.